# Eickener Höhe 18 (Mönchengladbach)

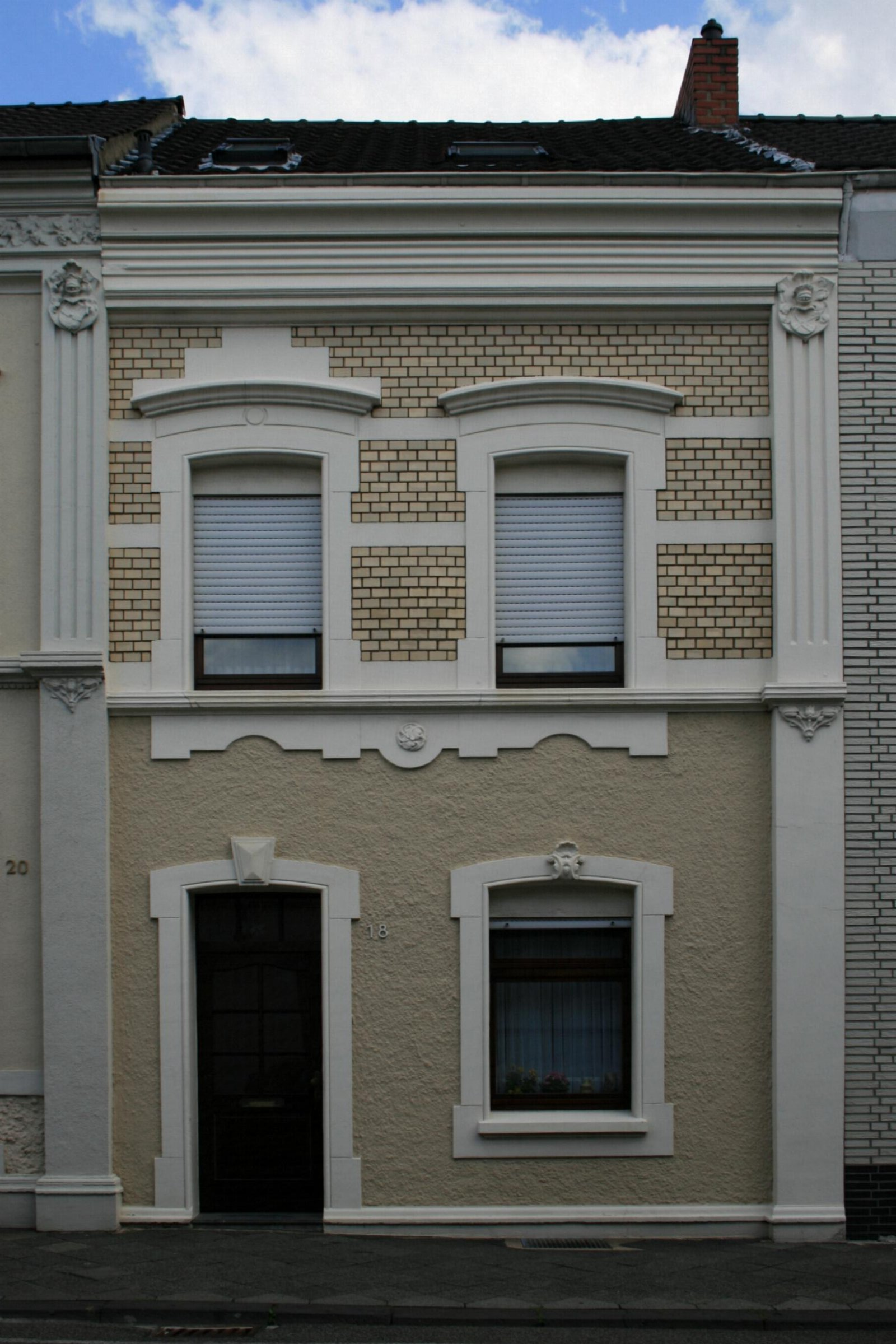
Wohnhaus (2010)

Das Wohnhaus Eickener Höhe 18 steht im Stadtteil Eicken in Mönchengladbach (Nordrhein-Westfalen).
Das Haus wurde 1880 erbaut. Es ist unter Nr. E 005 am 14. Mai 1985 in die Denkmalliste der Stadt Mönchengladbach eingetragen worden.

## Architektur
Das Haus ist in einer ehemaligen Arbeitersiedlung in einer Zeile gleichartiger Reihenhäuser mit rückwärtiger Gartenparzelle eingebunden. Die unterkellerten, traufständig mit einem Satteldach gedeckten Bauten besitzen zwei durch eine Drempelmauer überhöhte Vollgeschosse und sind jeweils zwei Fensterachsen breit. Das 1880 erbaute Haus Eickener Höhe 18 ist trotz der relativ schlicht gestalteten Gründerzeitfassade und den feststellbaren modernen Veränderungen aufgrund seiner Bedeutung für das Gesamtensemble Eickener Höhe Nr. 12–30 erhaltenswert.